# Sebastián Martínez

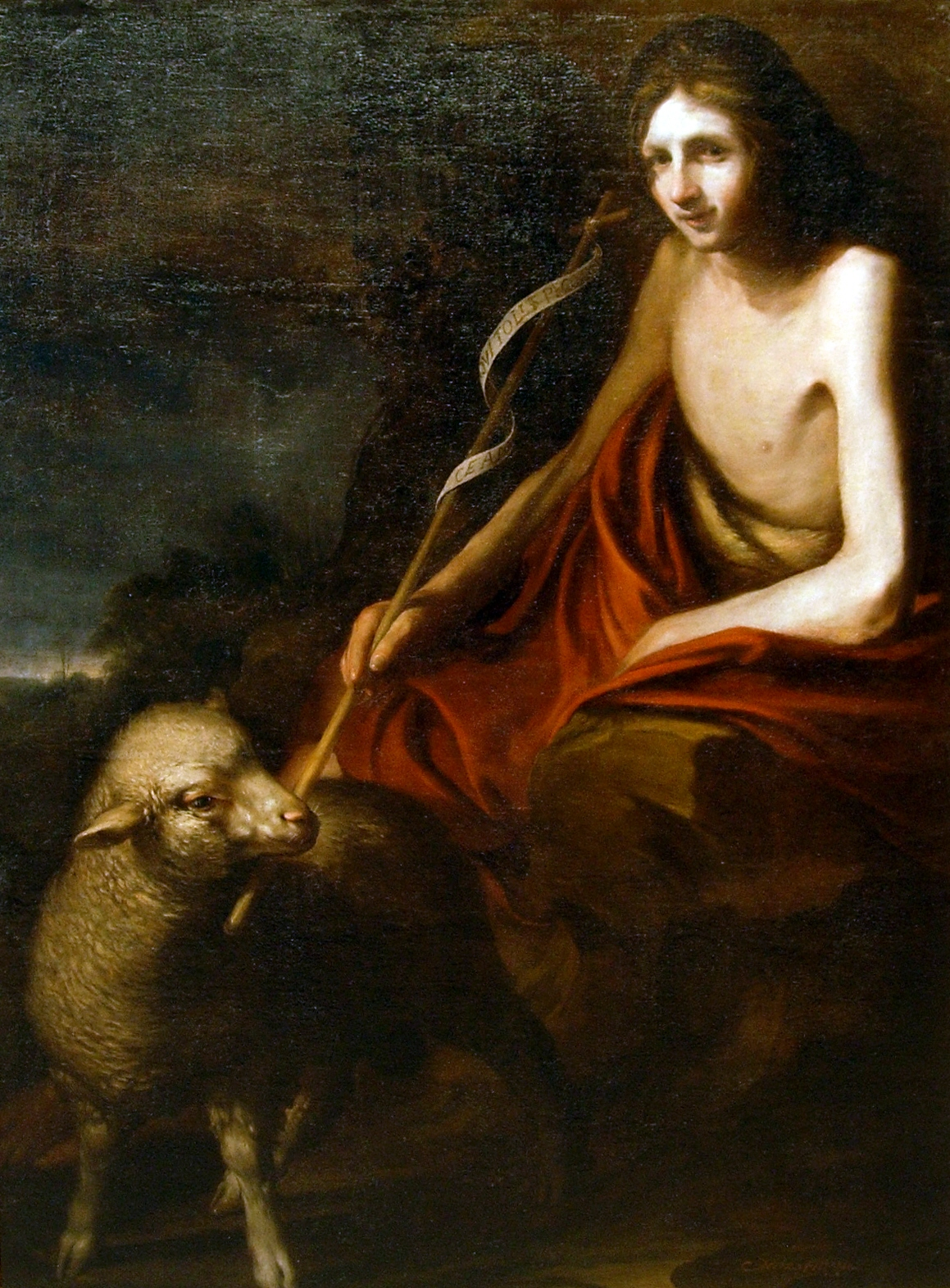
Sant Joan Baptista, oli sobre tela, 129,5 x 97 cm Museu de Jaén.

Sebastián Martínez Domecel (Jaén, 1599 - Madrid, 30 d'octubre de 1667) fou un pintor espanyol.
Nascut a Jaén, es creu va conèixer a Alonso Cano i va ser deixeble de Velázquez, amb el qual va mantenir una bona relació, pel que a la mort de Velázquez, va ser nomenat pintor de cambra del rei Felip IV.
Les seves obres van ser d'estil manierista- barroc. Va treballar especialment per a Madrid, Còrdova i Jaén, on en aquesta darrera ciutat al seu Museu catedralici es troben uns llenços del Crist Crucificat i la Verge de l'O (1662). A una capella de la catedral de Jaén té la pintura El Martiri de Sant Sebastià. I per al retaule de l'altar major va executar la taula que cobreix el reliquiari del Sant Rostre. El Museu de Jaén ha adquirit recentment (2007), la pintura Sant Joan Baptista, per a incorporar-la als seus fons museístics. Obra seva és la Verge adolescent del convent de les dominiques de Còrdova.